# アミンタ
『アミンタ』（Aminta）は1573年にトルクァート・タッソによって執筆され、フェッラーラの宮廷における園遊会の間に上演された演劇である。俳優たちも観客も宮廷に生きる貴族であり、牧歌的な方法で表現される羊飼いたちの生活とは対照的な、詩人が作ったその生活様式への微妙なほのめかしを理解できた。
テクストは11音節と7音節の詩行で書かれていて、5幕に分けられている。
牧人的なテーマを持ち、登場人物は羊飼いたちとニンフたちである。
物語は、美しきニンフ、シルヴィアへのアミンタの愛についてである。彼女は彼の好意に応えず狩りを好む。彼女はサテュロスに虐待される危機に陥るが、アミンタが彼女を救う。しかし、彼女は再び彼のもとから逃げ出す。彼女の血のついたヴェールを見つけたアミンタは、自死を試みる。それによってシルヴィアは激しい後悔に苛まれ戻ってきて、まだ生きているアミンタの亡骸を嘆く。二人は、年上でより賢い友人たちが彼らに与えていた助言に従い、幸せに結ばれる。

## 主な登場人物

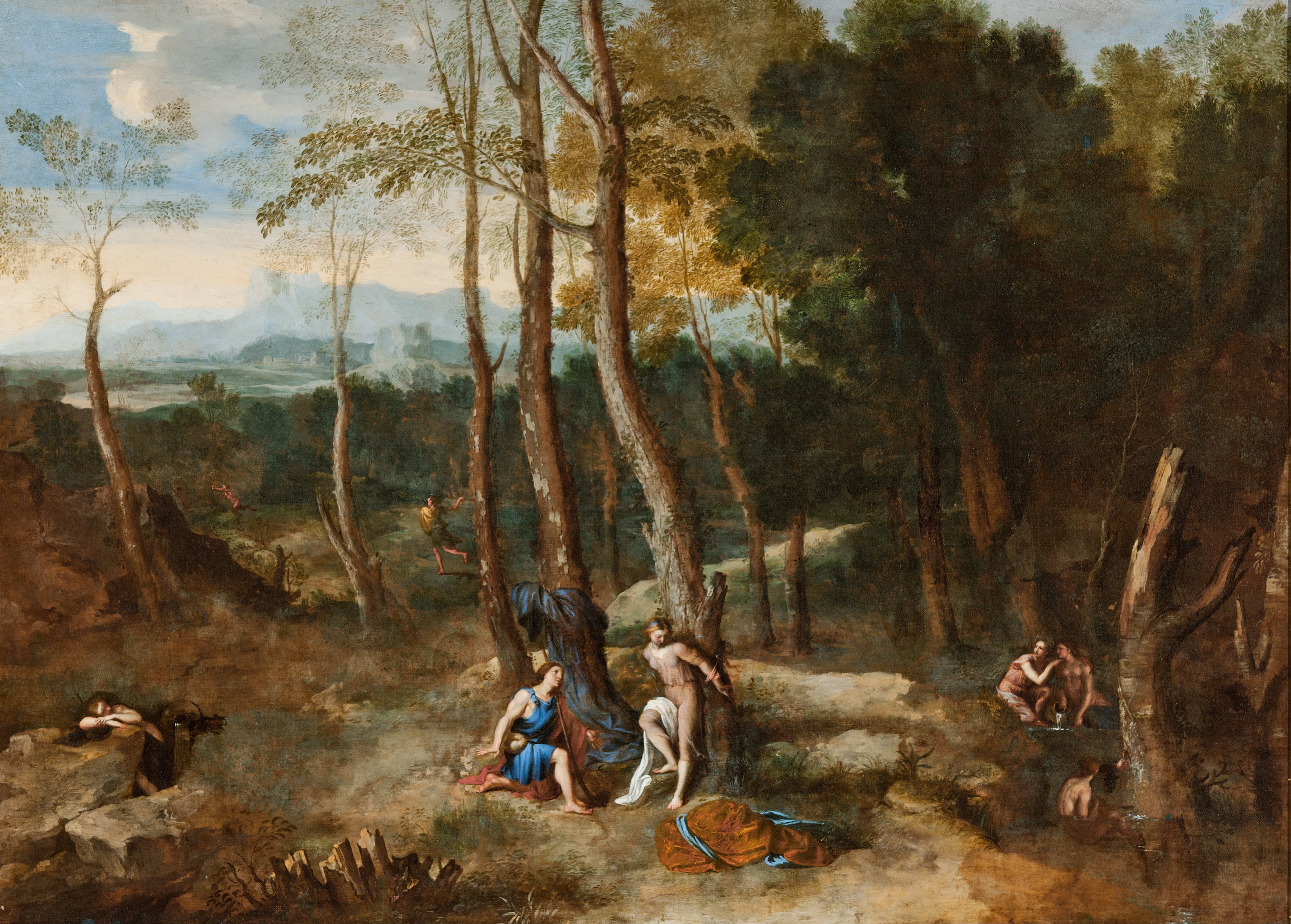
シルヴィアを救おうとするアミンタ
（画）ガスパール・デュゲ(1630年代の絵画）

アモーレ（Amore）愛の神クピードー。プロローグを語る。羊飼いに扮して地上に降り、森の人々の心に愛の矢を放つ。
ダーフネ（Dafne）ニンフでシルヴィアの友人。シルヴィアに愛の素晴らしさを説く。
シルヴィア（Silvia）ニンフ。アミンタの愛を受けるが、初め純潔を重んじ、それを拒んだ。
アミンタ（Aminta）主人公で羊飼い。シルヴィアをひたむきに愛する。
ヴェーネレ（Venere）愛と美の女神ウェヌス。エピローグを語る。息子のアモーレを探して地上に降りる。

## 翻訳
- Tasso, Torquato (1820) [1573]. Amyntas, A Tale of the Woods. trans. Leigh Hunt. London: T. and J. Allman
- トルクァート・タッソ　鷲平京子訳「愛神の戯れ—牧歌劇『アミンタ』」（1987）　岩波書店